# 岡松甕谷
岡松 甕谷（おかまつ おうこく（子孫は「ようこく」と呼び慣わす）、文政3年1月14日（1820年2月27日） - 明治28年（1895年）2月18日）は幕末、明治時代の漢学者。名は辰。字は君盈。通称は辰五、後に伊助。諡号は文靖先生。号は故郷上徳丸村より大野川対岸の百堂村（大分市種具）山麓の谷に由来するという。
帆足万里に漢学を学び、熊本藩や明治政府の下で法制に携わり、晩年は東京大学や府下の中学で教鞭を取った。漢文に巧みなだけでなく、洋学にも心得があり、オランダ語、英語を解した。

## 生涯
文政3年（1820年）1月14日、豊後国大分郡高田手永上徳丸村（大分県大分市丸亀）に、岡松数右衛門真友の次男として生まれた。叔父亀吉信甫より高山彦九郎の話を聞かされて育ち、幼い頃から学問を志した。熊本藩藩校時習館への入校を希望するが受け入れられず、天保7年（1836年）日出藩の儒学者帆足万里に入門した。万里は門下生に自著『究理通』『井楼纂聞』の校訂、漢訳を命じたところ、甕谷の文が最も優れていたという。
天保9年（1838年）疫病が流行し、4月20日に母、12月10日に父を喪った。
弘化4年（1847年）、万里に従い京都、次いで12月江戸に行き、安井息軒、木下犀潭等と交わり、また蘭方医竹内玄同に迎えられ仮寓した。嘉永元年（1848年）大番頭久貝正典に知られ、市谷加賀町の道場内寓舎に移り、蘇軾の詩より東雪舎と名付けた。
嘉永2年（1849年）、万里が日出藩に呼び戻されたため、甕谷も豊後国に戻り、万里私塾で塾生を監督、教授した。嘉永5年（1852年）万里が死去し、同年冬時習館の寮生に認められたが、すでに学識は学生の域を超えており、藩臣沢村西陂の目に止まり、経筵侍講に取り立てられた。中国歴代律例の知識を買われ、安政2年（1855年）獄曹掾、詮曹を歴任した。安政3年（1856年）参勤交代に従い江戸に出て、羽倉簡堂、安井息軒等と交わった。翌年4月帰郷し、北野氏を娶った。文久3年（1863年）、熊本城下坪井川畔に家を構え、竹寒沙碧書屋と称した。
慶応3年（1867年）、病を以て詮曹を辞し、慶応4年（1868年）1月23日、新政府刑法事務科より広沢真臣と共に刑法書調方を命じられ、仮刑律を編纂したが、これによって友人安井息軒門下雲井龍雄を死に追いやることとなった。明治2年（1869年）10月大学少博士に就任し、頼支峰、川田甕江、芳野金陵、重野安繹等と交わった。翌年5月、兄真任病気のため暇を請い、高田に帰郷した。7月辞任、太政官権少史に命じられたが固辞して高田に帰郷した。
明治4年（1871年）延岡藩に招かれ、英文を学び、『窮理解環』を訳出した。明治6年（1873年）12月病で辞職し、熊本の旧宅に戻ったが、明治9年（1876年）2月東京の旧友の誘いで弟魯と上京し、紹成書院を設立し、徳富蘇峰、中江兆民等を教えた。明治10年（1877年）、西南戦争により竹寒沙碧書屋を焼失した。この頃北畠道竜設立の講法学舎で法学を教授した。
明治14年（1881年）12月東京府中学（東京都立日比谷高等学校）講師、明治15年（1882年）7月28日文部省御用掛兼東京大学文学部教授、明治15年9月2日更に予備門教授を兼任、明治16年（1883年）東京大学文学部諮詢部会会員、明治17年（1884年）10月23日文部省から東京大学御用掛に転任、明治18年（1885年）3月27日予備門を辞し、明治19年（1886年）東京大学御用掛兼教授も退いた。
明治22年（1889年）東京学士会院会員に認められた。明治23年（1890年）4月5日東京府高等女学校（東京都立白鷗高等学校）講師、明治27年（1894年）4月1日華族女学校（学習院女子中・高等科）講師。
晩年肺を患い、明治28年（1895年）2月18日、京橋区築地で病死。3日後青山墓地に葬られた。
死後、嫡子岡松参太郎の尽力で著書が公刊された。

## 主な著書
- 『初学文範』紹成書院、明治9年（1876年）
- 『地理撮要』奎文堂、明治14年（1881年）
- 『紹成講義』岡松甕谷、明治19年（1886年）
- 『甕谷遺稿』吉川弘文館、明治39年（1906年）
- 『荘子考』岡松参太郎、明治40年（1907年）
- 『楚辞考』金港堂、明治43年（1910年）
- 『先聖事蹟考』岡松参太郎、明治43年（1910年）
- 『文章軌範講義』修学堂、大正4年（1915年）
- 『訳常山紀談』岡松参太郎、大正5年（1916年）

## 家族・親族
岡松家は宝暦7年（1757年）岡松勝の代より代官兼惣庄屋を務め、高田手永24ヶ村を管轄する家柄であった。
- 父：岡松数右衛門真友
- 母：那須氏
  - 兄：岡松数右衛門真任 - 通称は俊助。字は子棟。
  - 弟：岡松魯 - 名は精。字は錬甫。通称は魯助。
- 妻：北野恒子 - 明治25年（1892年）1月24日没。
  - 長男：俊 - 文久2年（1862年）1月2日生、同年8月29日没。
  - 次男：幸 - 慶応元年（1865年）1月14日生、同年没。
  - 三男：岡松参太郎 - 法学者。
    - 孫：岡松成太郎 - 商工官僚。
      - 曾孫：岡松壯三郎 - 経産官僚。

  - 四男：井上匡四郎 - 工学者。井上毅の養子となる。
  - 長女：英 - 万延元年（1860年）3月1日生。中村勝に嫁ぐ。
  - 次女：鳰 - 明治元年（1868年）1月20日生。弁護士・衆議院議員山田喜之助に嫁ぐ。